# Morris Schröter
Morris Schröter (Wolfen, 20 agosto 1995) è un calciatore tedesco, centrocampista del Monaco 1860.

## Carriera
Cresciuto nel settore giovanile del Magdeburgo, debutta in prima squadra il 3 agosto 2013, in occasione dell'incontro di DFB-Pokal perso per 0-1 contro l'Energie Cottbus. Nel 2015 viene ceduto allo Zwickau, dove rimane per sei stagioni, per poi essere acquistato dalla Dinamo Dresda nel 2021; debutta in 2. Bundesliga il 24 luglio, disputando l'incontro vinto per 3-0 contro l'Ingolstadt 04. Il 26 settembre successivo realizza la sua prima rete in campionato, nell'incontro vinto per 3-0 contro il Werder Brema. Nel 2022 si trasferisce all'Hansa Rostock.

## Statistiche

### Presenze e reti nei club
Statistiche aggiornate al 29 aprile 2023.
| Stagione          | Squadra           | Campionato        | Campionato | Campionato | Coppe nazionali | Coppe nazionali | Coppe nazionali | Coppe continentali | Coppe continentali | Coppe continentali | Altre coppe | Altre coppe | Altre coppe | Totale | Totale |
| Stagione          | Squadra           | Comp              | Pres       | Reti       | Comp            | Pres            | Reti            | Comp               | Pres               | Reti               | Comp        | Pres        | Reti        | Pres   | Reti   |
| ----------------- | ----------------- | ----------------- | ---------- | ---------- | --------------- | --------------- | --------------- | ------------------ | ------------------ | ------------------ | ----------- | ----------- | ----------- | ------ | ------ |
| 2013-2014         | Magdeburgo        | RL                | 11         | 1          | CG              | 1               | 0               |                    | -                  | -                  |             | -           | -           | 12     | 1      |
| 2014-2015         | Magdeburgo        | RL                | 11         | 1          | CG              | 0               | 0               |                    | -                  | -                  |             | -           | -           | 11     | 1      |
| Totale Magdeburgo | Totale Magdeburgo | Totale Magdeburgo | 22         | 2          |                 | 1               | 0               |                    | -                  | -                  |             | -           | -           | 23     | 2      |
| 2015-2016         | Zwickau           | RL                | 17+2       | 0          |                 | -               | -               |                    | -                  | -                  |             | -           | -           | 19     | 0      |
| 2016-2017         | Zwickau           | 3L                | 27         | 0          | CG              | 0               | 0               |                    | -                  | -                  |             | -           | -           | 27     | 0      |
| 2017-2018         | Zwickau           | 3L                | 26         | 0          |                 | -               | -               |                    | -                  | -                  |             | -           | -           | 26     | 0      |
| 2018-2019         | Zwickau           | 3L                | 26         | 0          |                 | -               | -               |                    | -                  | -                  |             | -           | -           | 26     | 0      |
| 2019-2020         | Zwickau           | 3L                | 36         | 7          |                 | -               | -               |                    | -                  | -                  |             | -           | -           | 36     | 7      |
| 2020-2021         | Zwickau           | 3L                | 36         | 10         |                 | -               | -               |                    | -                  | -                  |             | -           | -           | 36     | 10     |
| Totale Zwickau    | Totale Zwickau    | Totale Zwickau    | 168+2      | 17+0       |                 | 0               | 0               |                    | -                  | -                  |             | -           | -           | 170    | 17     |
| 2021-2022         | Dinamo Dresda     | 2L                | 31         | 1          | CG              | 2               | 0               |                    | -                  | -                  |             | -           | -           | 33     | 1      |
| 2022-2023         | Hansa Rostock     | 2L                | 17         | 0          | CG              | 1               | 0               |                    | -                  | -                  |             | -           | -           | 18     | 0      |
| Totale carriera   | Totale carriera   | Totale carriera   | 240        | 20         |                 | 4               | 0               |                    | -                  | -                  |             | -           | -           | 244    | 20     |

## Palmarès

### Club

#### Competizioni nazionali
- Fußball-Regionalliga: 2

Magdeburgo: 2014-2015 (girone Nord-est)
Zwickau: 2015-2016 (girone Nord-est)